# كارين فوغتمان
كارين فوغتمان (بالإنجليزية: Karen Vogtmann) (ولدت 13 يوليو/تموز 1949 في بيتسبورغ، كاليفورنيا) هي عالمة رياضيات أمريكيّة تعمل أساسًا في مجال نظرية الزمر الهندسيّة. نالت شهرتها بعد أن قدّمت، في ورقةٍ بحثيةٍ عام 1986 بالاشتراك مع مارك كولر، منظورا يُعرَف الآن باسم الفضاء الرياضي الخارجي لكولر-فوغتمان. الفضاء الرياضي الخارجي هو زمرةٌ حرّةٌ تناظريّةٌ من فضاء تايكمولر من سطح ريمان ومفيدٌ بشكلٍ خاص في دراسة زمرةٌ من التماثل الذاتي الخارجي من الزمرة الحرّة على مولدات n، خارج دالة (Fn). وهي بروفسيورة في الرياضيات في جامعة كورنيل وجامعة ووريك.

## السيرة الذاتية
أُلهِمَت فوغتمان لمتابعة دراسة الرياضيات بعد مشاركتها في برنامجٍ صيفيّ لمؤسّسة العلوم الوطنيّة لطلاب المدارس الثانويّة في جامعة كاليفورنيا (بركلي).
حصلت على شهادة البكالوريوس من جامعة كاليفورنيا (بركلي) عام 1971. ونالت بعد ذلك شهادة الدكتوراه في الرياضيات، أيضًا من جامعة كاليفورنيا (بركلي) عام 1977. كان مشرف الدكتوراه جون واغنر وكانت أطروحتها عن نظرية K في الجبر.
ثمَّ شغلت مناصب في كلٍّ من جامعة ميشيغان وجامعة برانديز وجامعة كولومبيا.  وهي عضو في هيئة التدريس لجامعة كورنيل منذ عام 1984، وحصلت على درجة الأستاذيّة الكاملة في جامعة كورنيل منذ عام 1994. وفي سبتمبر/أيلول 2013، انضمّت أيضًا إلى جامعة ووريك. حاليًا هي بروفيسورة في الرياضيات في جامعة ووريك، وبروفيسورة غولدوين سميث في الرياضيات في جامعة كورنيل.
شغلت فوغتمان منصب نائبة رئيس مجتمع الرياضيات الأمريكي (2003-2006). وانتُخِبَت للعمل كعضوة في مجلس أمناء مجتمع الرياضيات الأمريكي في الفترة ما بين فبراير/شباط 2008 إلى يناير/كانون الأول 2018.
وهي عضوة سابقة في مجلس تحرير مجلة طوبولوجيا الجبر والهندسة (2006-2016) ومحرّرة مشاركة سابقة لنشرة مجتمع الرياضيات الأمريكي. وتعمل حاليًا محرّرة مشاركة في مجلة مجتمع الرياضيات الأمريكي، وعضوة في مجلس تحرير سلسلة كتب مقالات الهندسة الرياضية والطبولوجيا، ومحرّرة استشاريّة لمَحَاضِر جمعيّة إدنبرة للرياضيات. وهي أيضًا عضوة في المجلس الاستشاري لأرشيف أرخايف.
ومنذ عام 1986، كانت فوغتمان مُنظِّمَة مُشارِكَة في المؤتمر السنوي المُسمَّى مهرجان طوبولوجيا كورنيل والذي يُعقَد عادةً في جامعة كورنيل كلّ سنة في شهر مايو/أيار.

## الجوائز والأوسمة والتكريمات الأخرى
تلقت فوغتمان دعوةً لإلقاء محاضرة في المؤتمر الدولي لعلماء الرياضيات في مدريد، إسبانيا في أغسطس/آب 2006.
قدمت محاضرة نويزر في جمعية المرأة للرياضيات السنويّة لعام 2007 بعنوان «التماثل الذاتي للزمر الحرّة والفضاء الرياضي الخارجي وما وراءه» في الاجتماع السنوي لمجتمع الرياضيات الأمريكي في مدينة نيو أورلينز في يناير/كانون الأول 2007. كما اختِيرت فوغتمان لإلقاء محاضرة نويزر ’’لإسهاماتها الأساسية في نظرية الزمر الهندسية، وعلى وجه الخصوص لدراسة مجموعة التماثل الذاتي لزمرة حرّة‘‘.
في 21-25 يونيو/حزيران 2010، عُقِدَ مؤتمر VOGTMANNFEST عن نظرية الزمر الهندسية تكريمًا لعيد ميلاد كارين فوغتمان في لوميني، فرنسا. 
في عام 2012 أصبحت زميلةً في مجتمع الرياضيات الأمريكي.
سلّمَت كارين فوغتمان جائزة الامتياز البحثية ولفسون للجمعيّة الملكية في عام 2014. كما حصلت على جائزة هومبولت للأبحاث من مؤسسة هومبولت في عام 2014. شغلت فوغتمان منصب عميدة معهد كلاي للرياضيات في عام 2016.
ألقت كارين فوغتمان خطابًا في المؤتمر الأوروبي للرياضيات لعام 2016 في برلين.
في عام 2018 فازت بجائزة بوليا من جمعية الرياضيات في لندن ’’لعملها العميق والرائد في نظرية الزمر الهندسية، ولا سيّما دراسة التماثل الذاتي للزمر الحرّة‘‘.

## إسهاماتها الرياضية
كان عمل فوغتمان المُبكِّر يتعلق بخصائص دالة التماثل للزمر المُتعامِدَة المرتبطة بالأشكال التربيعيّة في مختلف الحقول الرياضيّة.
وكانت مساهمة فوغتمان الأكثر أهميّة في ورقةٍ بحثيةٍ عام 1986 مع مارك كولر بعنوان «نماذج الرسوم البيانية والتماثل الذاتي للزمر الحرّة». قدّمت الورقة موضوعًا أصبح يُعرَف باسم الفضاء الرياضي الخارجي لكولر-فوغتمان. يُعد الفضاء الخارجيXn المرتبط بزمرة Fn الحرّة، زمرة حرّة تناظرية من فضاء تايكمولر من سطح ريمان. بدلًا من القطوع المتوازية المُعلّمَة (أو القطع المُكافِئ والقطع الزائد) على السطح، يتمّ تمثيل نقاط الفضاء الخارجي برسوم بيانيّة مِتريّة مُعلّمة بقياس واحد. يتكون الرسم البياني المتري المُعلّم من دالتين مثليتي التوضع بين وتر من دوائر n ورسم بياني مُحدّد مرتبط Γ بدون ذروة من الدرجة الأولى والدرجة الثانية، حيث Γ مزود ببنية مِتريّة ذات حجم واحد، أي تعيين الطول الحقيقي الموجب لحواف Γ بحيث يساوي مجموع أطوال جميع الحواف واحد. يمكن أيضًا تخيل نقاط Xn كحد أدنى من الأفعال متساوية الأبعاد الحرة والمتقطعة لـ Fn على الأشجار الحقيقية حيث الرسم البياني لحاصل القسمة له حجم يساوي الواحد.
من خلال رسم الفضاء الرياضي الخارجي، Xn هو المُجمّع البسيط محدود الأبعاد المُزوَّد بفعل طبيعي من خارج (Fn) غير المُستمِر تمامًا وله مقرات بسيطة محدودة. كانت النتيجة الرئيسية من ورقة كولر فوغتمان 1986، التي استُنتِجَت بواسطة طريقة مورس النظريّة، أنّ الفضاء الرياضي الخارجي Xn قابل للتقلص. لذلك فإن فراغ خارج القسمة Xn/Out(Fn) هو غالبًا فراغ التصنيف خارج (Fn) ويمكن اعتباره فراغ تصنيف أكبر من العدد الكسري Q. وعلاوةً على ذلك، فمن المعروف أنّ خارج (Fn) خالية من الفَتْل فعليًا، وذلك بالنسبة لأي زمرة جزئيّة خالية من الفَتْل H من خارج (Fn) حدث H من Xn غير مرتطبة وحرّة، بحيث Xn/H هو فراغ تصنيف لـ H. ولهذه الأسباب، فإنّ الفضاء الرياضي الخارجي هو منظور مفيد خصوصًا في الحصول على معلومات التماثل الرياضي والشباه المقابل عن خارج (Fn). وأثبت كولر وفوغتمان[2] بشكلٍ خاص أنّ خارج (Fn) بعد شباه المقابل الافتراضي 2n – 3.
في ورقة كولر وفوغتمان البحثيّة عام 1986 لم يُعيّن Xn كاسمٍ مُحدّد. وفقًا لفوغتمان، مصطلح الفضاء الرياضي الخارجي للمجمع Xn الذي صاغه بيتر شالين فيما بعد. في السنوات اللاحقة، أصبح الفضاء الرياضي الخارجي كائنًا رئيسيًا في دراسة خارج (Fn). وخاصةً أنّ للفضاء الخارجي تكنيز (رصّ) طبيعي، على غرار تكنيز ويليام ثورستون لفضاء تايكمولر، وتعطي دراسة حدث خارج (Fn) على هذا التكنيز حصيلة معلومات مثيرة للاهتمام حول الميزات الديناميكية للتماثلات الذاتيّة للزمر الحرّة.
يتعلّق الكثير من أعمال فوغتمان اللاحقة بدراسة الفضاء الخارجي Xn، وخاصةً مميزاته التوافقيّة والتناظريّة والشباه المقابلة والأسئلة المتعلّقة بخارج (Fn). على سبيل المثال، حصل هاتشر وفوغتمان على عددٍ من نتائج استقرار التناظر لخارج (Fn) و التماثل الذاتي (Fn).
في أوراقها البحثية مع كونانت، استكشفت فوغتمان الصِلة التي عَثَرَ عليها مكسيم كونتسفيتش بين علم الشباه المقابل لبعض زمر لي الجبرية لا نهائية الأبعاد والتناظر لخارج (Fn).
في عام 2001، استخدمت ورقة فوغتمان بالاشتراك مع بيلرا وهوملس، أفكار نظرية الزمر الهندسية وهندسة CAT (0) لدراسة فضاء أشجار تطور السلالات، وهي أشجار تُظهر العلاقات التطوريّة المُحتملَة بين الأنواع المختلفة.  يُعدّ تحديد الأشجار التطوريّة الدقيقة مشكلةً أساسيّةً مُهمّةً في علم الأحياء الرياضي ويحتاج المرء أيضًا إلى امتلاك أدواتٍ كميّةٍ جيّدة لتقدير مدى دقة شجرةٍ تطوريّة معيّنة. أنتجت ورقة فوغتمان وبيلرا وهوملس طريقةً لتحديد الفرق بين شجرتين تطوريّتين، وتحديد المسافة بينهما بشكلٍ فعال.  حقيقة أنّ فضاء أشجار تطور السلالات لها ’’هندسة منحنى غير إيجابية‘‘، وخاصة تفرّد أقصر المسارات أو الجيوديسي في فراغات CAT (0)، تسمح باستخدام هذه النتائج لإجراء عمليّات حسابيّة إحصائيّة عمليّة لتقدير موثوقيّة دقّة شجرة تطوريّة معيّنة. طبّقت حزمة برمجيات مجانية هذه الخوارزميات ويستخدمها علماء الأحياء بشكلٍ فعال.